# Chilotrogus farsensis
Chilotrogus farsensis är en skalbaggsart som beskrevs av Keith 2003. Chilotrogus farsensis ingår i släktet Chilotrogus och familjen Melolonthidae. Inga underarter finns listade i Catalogue of Life.